# 贾森·罗巴兹
贾森·罗巴兹（英語：Jason Robards，1922年7月26日—2000年12月26日），美国演员，曾两次获得过奥斯卡奖。他在舞台和大荧幕上活跃的时间超过了50年，是仅有的24位实现表演奖大满贯的演员之一。
就在他去世的前一年，还曾出演由汤姆·克鲁斯参与演出的《木兰花》。

## 生平
贾森·罗巴兹的父亲老贾森·罗巴兹是一名演员。曾经演出过一些舞台剧并出现在一些早期的电影之中，在20世纪的前半个世纪算是比较出名的演员。贾森·罗巴兹出生于芝加哥，在他还是婴孩时全家迁往了纽约。5岁时父母离婚，对他造成了不小的打击，他随父亲和哥哥搬家到了洛杉矶。长大后他对父亲的职业并没有什么兴趣。他比较爱好体育，在好莱坞高中他是明星运动员，棒球、足球、篮球、赛跑都是他的拿手好戏。高中毕业后他以无线电操作员的身份进入美国海军，并经历了珍珠港事件。在军舰的图书管里，他发现了尤金·奥尼尔的书，从此开始考虑去做一名演员。退役回家后，他向父亲说明了自己的心愿，于是父亲推荐他去自己的母校学习表演艺术。在演出过莎士比亚等人的戏剧之后，他在1959年参与了一部米高梅公司拍摄的电影，从此走上大荧幕。

## 奖项
贾森·罗巴兹获得了8项托尼奖提名。在1976年和1977年两次获得奥斯卡最佳男配角奖，此外还获得过一次奥斯卡奖的提名。1988年，贾森·罗巴兹因为电影天下父母心获得了艾美奖。1997年，他获得了美国国家艺术奖章。